# Rumäniendeutsche Literatur
Die rumäniendeutsche Literatur bezieht sich auf das schriftstellerische Werk der Rumäniendeutschen nach dem Vertrag von Trianon (1920), durch den das Banat, Siebenbürgen, das Buchenland, Bessarabien und die Dobrudscha mit ihren deutschstämmigen Minderheiten größtenteils Rumänien zugesprochen wurden.

## Geschichte
Nach dem Zweiten Weltkrieg blieb den Rumäniendeutschen die Muttersprache erhalten. Es bildete sich in den Zentren Banat, Siebenbürgen und Bukarest eine deutschsprachige Literaturszene mit einer eigenen Literaturzeitschrift neben ebenfalls deutschsprachigen Tageszeitungen aus.
Die rumäniendeutsche Literatur hatte auch nach der Auswanderung der meisten Rumäniendeutschen nach Deutschland oder Österreich Bestand. Einige deutschsprachige Autoren verblieben in Rumänien. An einigen Gymnasien in Rumänien wird in deutscher Sprache unterrichtet, so hat sich im Banat in Timișoara (deutsch Temeswar) um das Nikolaus-Lenau-Lyzeum der von Annemarie Podlipny-Hehn gegründete Literaturkreis Die Stafette gebildet.

## Wichtige Vertreter der rumäniendeutschen Literatur
Zu den bedeutenden Autoren der Nachkriegszeit gehören die Literatur-Nobelpreisträgerin des Jahres 2009, Herta Müller, die Mitglieder der Aktionsgruppe Banat, Oskar Pastior, sowie Franz Hodjak und andere. Viele rumäniendeutsche Schriftsteller wurden von dem rumänischen Geheimdienst Securitate unter Druck gesetzt und bespitzelt, andere wurden als Spitzel rekrutiert oder verhaftet und unter anderem zu jahrelanger Zwangsarbeit verurteilt (siehe auch: Kronstädter Schriftstellerprozess), auch kam es zu teils ungeklärten Todesfällen.

### Im Banat tätige rumäniendeutsche Literaturschaffende
- Albert Bohn – Mitbegründer der Aktionsgruppe Banat, Verfasser von Prosa und Lyrik
- Rolf Bossert – Mitbegründer der Aktionsgruppe Banat, Lyriker
- Jan Cornelius – Vertreter der humoristisch-satirischen Prosa; schrieb Gedichte, Kinderbücher und Kabarett-Texte
- Gerhardt Csejka – Essayist, als Literaturkritiker stand er der Aktionsgruppe Banat nahe
- Uwe Erwin Engelmann – verfasste neben Lyrik auch Kurzgeschichten und Kurzprosa
- Helmuth Frauendorfer – Mitglied des Literaturkreises Adam Müller-Guttenbrunn
- Ilse Hehn – Mitglied des Literaturkreises Adam Müller-Guttenbrunn, Verfasserin von Lyrik, Prosa und Kinderbüchern
- Peter Jung – Journalist und Heimatdichter aus Hatzfeld
- Roland Kirsch – Mitbegründer der Aktionsgruppe Banat, Verfasser von Prosa, wurde erhängt in seiner Wohnung gefunden
- Kristiane Kondrat – Lyrik und Prosa, freiberufliche Journalistin
- Werner Kremm – Mitbegründer der Aktionsgruppe Banat
- Johann Lippet – Mitbegründer der Aktionsgruppe Banat, Lyriker und Erzähler
- Herta Müller – Mitglied des Literaturkreises Adam Müller-Guttenbrunn, für ihren Roman Atemschaukel erhielt sie 2009 den Nobelpreis für Literatur
- Gerhard Ortinau – Mitbegründer der Aktionsgruppe Banat, Lyriker und Erzähler
- Horst Samson – Lyriker; Sekretär des Literaturkreises Adam-Müller-Guttenbrunn
- Werner Söllner – Verfasser oft dunkler, melancholischer Lyrik
- Anton Sterbling – Mitbegründer der Aktionsgruppe Banat
- William Totok – Mitbegründer der Aktionsgruppe Banat, Verfasser zahlreicher Gedichte, Aufsätze, historische Studien, Film- und Theaterchroniken, Rezensionen und Literaturkritiken
- Richard Wagner – Mitbegründer der Aktionsgruppe Banat, veröffentlichte Lyrik und Prosa
- Balthasar Waitz – Prosaautor[1][2]
- Ernest Wichner – Mitbegründer der Aktionsgruppe Banat, Lyriker

### In Siebenbürgen tätige rumäniendeutsche Literaturschaffende
- Wolf von Aichelburg – im Kronstädter Schriftstellerprozess zu 25 Jahren Zuchthaus verurteilt
- Elisabeth Axmann – veröffentlichte Lyrik und Prosa
- Hans Bergel – im Kronstädter Schriftstellerprozess zu 15 Jahren Zwangsarbeit verurteilt.
- Ingmar Brantsch – Verfasser von Erzählungen, Satiren, Gedichten, Dramen und Hörspielen
- Karin Gündisch – Kinder- und Jugendschriftstellerin
- Josef Haltrich – Ersteller eines siebenbürgisch-sächsischen Wörterbuches und Märchensammler
- Klaus Hensel – Autor und Fernsehjournalist
- Georg Hoprich – Lyriker; beging nach andauernder Bespitzelung durch die Securitate 1969 Selbstmord
- Georg Maurer – Lyriker, Essayist und Übersetzer
- Adolf Meschendörfer – sein Roman Leonore gilt als erster moderner Roman der siebenbürgischen Literatur
- Oskar Paulini – bekannt durch Tier- und Landschaftsbeschreibungen
- Carmen Puchianu – veröffentlichte seit 1991 Lyrik und Prosa[3]
- Christian W. Schenk – Arzt, Lyriker, Verleger und Übersetzer
- Eginald Schlattner – verfasste autobiographisch geprägte Romane in der Kriegs- und Nachkriegszeit
- Dieter Schlesak – Lyriker, Publizist und Übersetzer
- Klaus F. Schneider – Lyriker
- Gustav Schuster, auch bekannt als „Schuster Dutz“ – siebenbürgisch-sächsischer Mundartdichter[4]
- Hellmut Seiler – Lyriker und Übersetzer
- Claus Stephani – Lyriker und Verfasser von Lebensgeschichten, Märchen- und Sagensammlungen
- Joachim Wittstock – Historiker und Verfasser von Lyrik und Prosawerken

### Andere wichtige Vertreter der rumäniendeutschen Literatur
- Paul Celan – Lyriker aus Czernowitz, Sohn einer deutschsprachigen jüdischen Familie
- Oskar Walter Cisek – schaffte in Bukarest und verfasste Erzählungen, Romane, Gedichte und Essays
- Anton Potche – bietet mit seiner Internetplattform agonia.net[5] ein Publikationsforum für neue rumäniendeutsche Literatur
- Else Kornis – Kinderbuchautorin, Übersetzerin